# Музей современной истории (Париж)
Парижский Музей современной истории (фр. Le Musée d'histoire contemporaine) — единственный французский музей, охватывающий всю историю XX века.

## История
История музея начинается в 1914 году, когда промышленники Леблан открывают «Военную библиотеку-музей» (фр. La Bibliothèque-Musée de la Guerre). В 1917 году они передают библиотеку министерству образования Франции.
В 1925 году Президент Республики торжественно открывает новый Военный музей (фр. Musée de la Guerre) в Венсенском замке.
После второй мировой войны музей неофициально называют «Музеем современной истории» (фр. Musée d'histoire contemporaine - Bibliothèque de Documentation Internationale Contemporaine). В 1973 году музей переезжает в Дом инвалидов, и с 1987 официально принимает новое название — «Музей современной истории».

## Коллекция
Коллекция музея покрывает период от 1870 года до наших дней. Полтора миллиона объектов каталога музея каждый год пополняются за счёт новых приобретений музея, даров и пожертвований.
Коллекция музея делится на три части:
- Афиши
- Эстампы и картины
- Фотографии и почтовые открытки

## Практическая информация
Вход в музей находится в помещении Дома инвалидов в VII-м округе Парижа.
Знакомство с коллекцией музея только по предварительной резервации.